# The Highwaymen
The Highwaymen fue un supergrupo estadounidense de country formado por los músicos Johnny Cash, Waylon Jennings, Willie Nelson y Kris Kristofferson. Entre 1985 y 1995, el grupo grabó tres álbumes de estudio, dos bajo el sello Columbia y uno con Liberty Records.
Los cuatro miembros del grupo actuaron en la película de 1986 Stagecoach (La Diligencia), remake de la película del mismo nombre de John Ford.

## Discografía

### Álbumes de estudio
- Highwayman (1986)
- Highwayman 2 (1990)
- The Road Goes On Forever (1995)

### Álbumes recopilatorios
- Highwayman Super Hits (1999)
- Country Legends (2005)
- The Essential Highwaymen (2010)
- Live: American Outlaws (2016)
- The Very Best of the Highwaymen (2016)